# Polypodium longepinnulatum
Polypodium longepinnulatum là một loài thực vật có mạch trong họ Polypodiaceae. Loài này được E. Fourn. miêu tả khoa học đầu tiên năm 1872.